# 슈퍼헤테로다인 수신기

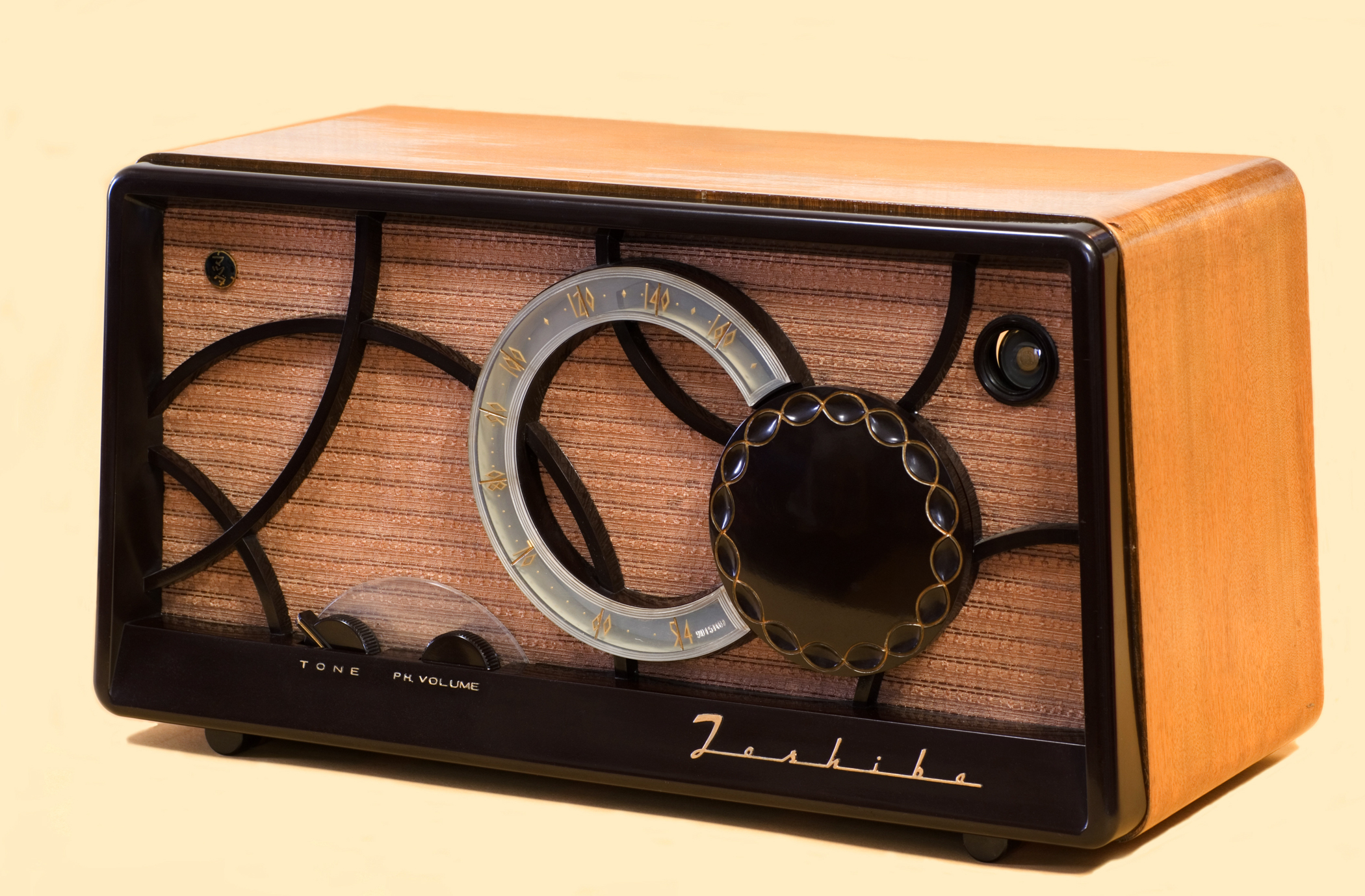
1955년경 도시바에서 제조한 5개의 튜브 슈퍼헤테로다인 수신기

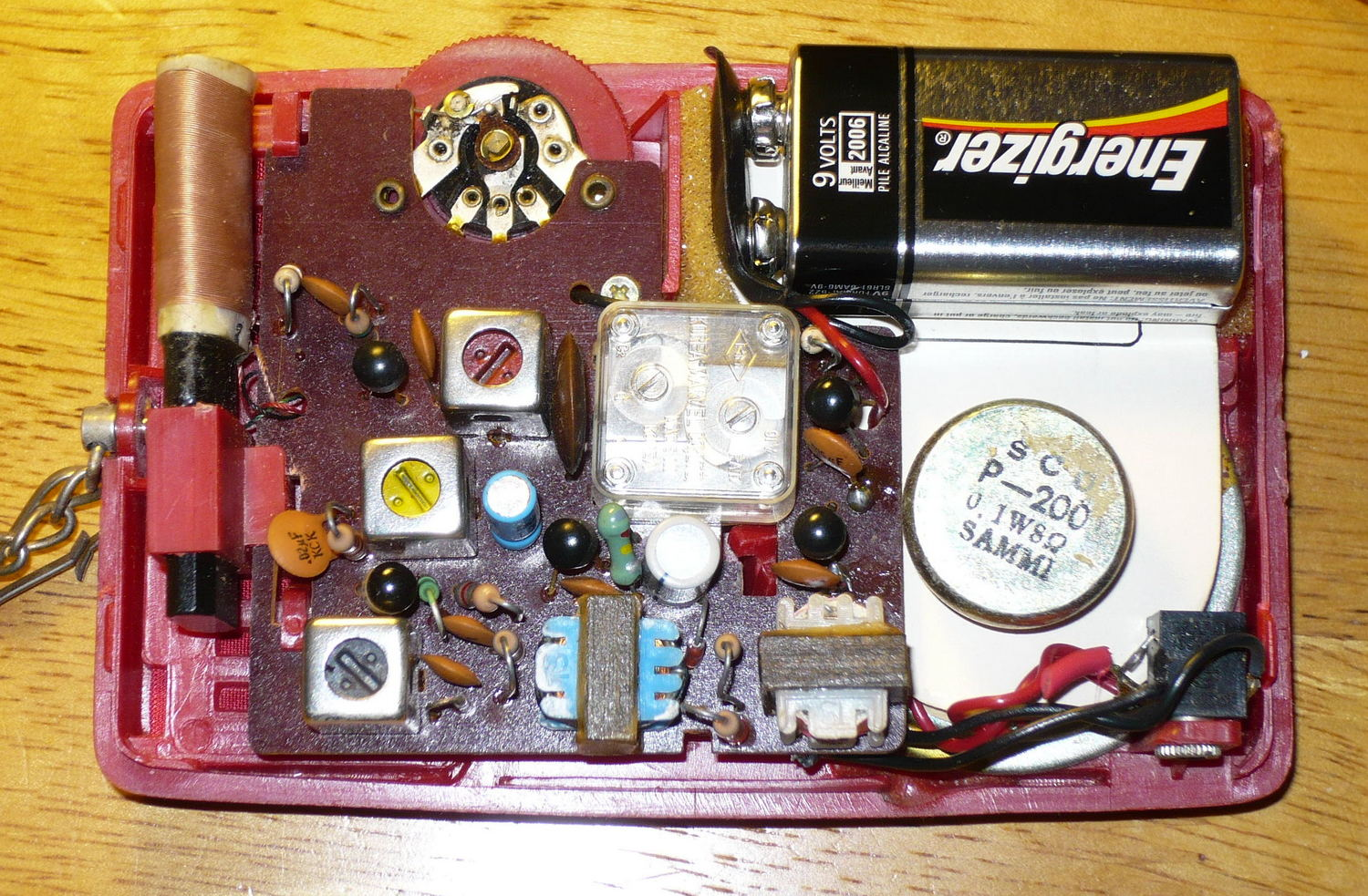
1975년경의 슈퍼헤테로다인 트랜지스터 라디오 회로

슈퍼헤테로다인 수신기(superheterodyne receiver)는 흔히 슈퍼헤트(superhet)로 줄여 부르며, 수신된 신호를 고정된 중간 주파수(IF)로 변환하기 위해 주파수 혼합을 사용하는 일종의 라디오 수신기이다. 이 중간 주파수는 원래의 반송 주파수보다 더 편리하게 처리될 수 있다. 이 기술은 프랑스의 라디오 엔지니어이자 라디오 제조업자인 뤼시앵 레비(Lucien Lévy)가 발명했다. 사실상 모든 현대 라디오 수신기는 슈퍼헤테로다인 원리를 사용한다.

## 전신

### 초기 라디오
초기 모스 부호 라디오 방송은 교류 발전기를 스파크 갭 송신기에 연결하여 제작되었다. 출력 신호는 갭의 물리적 구조에 의해 정의된 반송 주파수에 있었으며, 교류 발전기의 교류 신호에 의해 변조되었다. 교류 발전기의 출력 주파수는 일반적으로 가청 주파수 범위에 있었기 때문에, 이는 가청 진폭 변조 (AM) 신호를 생성했다. 간단한 라디오 검파기는 고주파 반송파를 걸러내고 변조 신호만 남겨, 사용자의 헤드폰에 가청 신호의 점과 대시로 전달되었다.
1904년, 에른스트 알렉산데르손은 구형 스파크 갭 시스템보다 더 높은 출력과 훨씬 높은 효율로 무선 주파수 출력을 직접 생성하는 장치인 알렉산데르손 교류 발전기를 도입했다. 그러나 스파크 갭과 달리 발전기의 출력은 선택된 주파수의 순수 반송파였다. 기존 수신기로 감지했을 때 점과 대시는 일반적으로 들리지 않거나 "초음파"였다. 수신기의 필터링 효과 때문에 이러한 신호는 일반적으로 클릭이나 쿵 하는 소리를 생성했지만, 점과 대시를 구분하기 어렵게 만들었다.
1905년, 캐나다의 발명가 레지널드 페센든은 하나 대신 서로 가깝게 떨어진 두 개의 알렉산데르손 교류 발전기를 사용하여 두 개의 신호를 방송하는 아이디어를 떠올렸다. 수신기는 두 신호를 모두 수신하고, 검파 과정의 일부로 맥놀이 주파수만 수신기에서 출력된다. 맥놀이 주파수가 가청 주파수가 되도록 두 반송파를 충분히 가깝게 선택함으로써, 결과 모스 부호는 간단한 수신기에서도 다시 쉽게 들릴 수 있었다. 예를 들어, 두 발전기가 3kHz 차이의 주파수에서 작동하면 헤드폰의 출력은 3kHz 톤의 점이나 대시가 되어 쉽게 들을 수 있다.
페센든은 이 시스템을 설명하기 위해 "헤테로다인"이라는 용어를 만들었는데, 이는 주파수의 "차이에 의해 생성된"이라는 뜻이다. 이 단어는 그리스어 어근 hetero- "다른", -dyne "힘"에서 유래한다.

### 재생
모스 부호는 생산하기도 쉽고 수신하기도 쉬웠기 때문에 라디오 초창기에 널리 사용되었다. 음성 방송과 달리, 증폭기의 출력은 원래 신호의 변조와 밀접하게 일치할 필요가 없었다. 결과적으로 어떤 간단한 증폭 시스템도 사용할 수 있었다. 한 가지 방법은 초기 3극 진공관 증폭 튜브의 흥미로운 부작용을 사용했다. 플레이트(양극)와 그리드가 모두 동일한 주파수에 맞춰진 공진 회로에 연결되고 스테이지 게인이 단위보다 훨씬 높으면, 그리드와 플레이트 사이의 부유 정전 용량 결합으로 인해 증폭기가 발진하게 된다.
1913년, 에드윈 하워드 암스트롱은 단일 3극관을 사용하여 가청 모스 부호 출력을 생성하는 수신기 시스템을 설명했는데, 이 시스템은 이러한 효과를 사용했다. 양극에서 얻은 증폭기의 출력이 "틱클러"를 통해 입력에 다시 연결되어 입력 신호를 단위 이상으로 증폭하는 피드백을 유발했다. 이로 인해 출력이 선택된 주파수에서 크게 증폭되어 발진하게 되었다. 원래 신호가 점이나 대시 끝에서 끊기면 발진이 감쇠되고 소리가 짧은 지연 후에 사라졌다.
암스트롱은 이 개념을 재생 수신기라고 불렀고, 즉시 그 시대에 가장 널리 사용되는 시스템 중 하나가 되었다. 1920년대의 많은 라디오 시스템은 재생 원리에 기반을 두었으며, 1940년대까지 특수 용도로 계속 사용되었다. 예를 들어 IFF Mark II에서 사용되었다.

### 무선 방향 탐지
재생 시스템이 모스 부호 소스에도 적합하지 않았던 역할이 하나 있었는데, 바로 무선 방향 탐지(RDF) 임무였다.
재생 시스템은 비선형성이 매우 높아, 특정 임계값 이상의 모든 신호를 엄청나게 증폭시켰고, 때로는 너무 커서 송신기로 변하기도 했다(이것이 원래 IFF 시스템의 전체 기반이었다). RDF에서는 신호의 강도를 사용하여 송신기의 위치를 결정하므로, 종종 매우 약한 원래 신호의 강도를 정확하게 측정하기 위해서는 선형 증폭이 필요하다.
이러한 필요를 해결하기 위해, 당시의 RDF 시스템은 단위 이하로 작동하는 3극관을 사용했다. 이러한 시스템에서 사용 가능한 신호를 얻기 위해서는 수십 또는 수백 개의 3극관을 양극-그리드 방식으로 연결해야 했다. 이러한 증폭기는 엄청난 양의 전력을 소비했으며 작동 상태를 유지하기 위해 유지 보수 엔지니어 팀이 필요했다. 그럼에도 불구하고 약한 신호에 대한 방향 탐지의 전략적 가치가 너무 높았기 때문에 영국 해군성은 높은 비용이 정당화된다고 생각했다.

## 역사

### 개념화

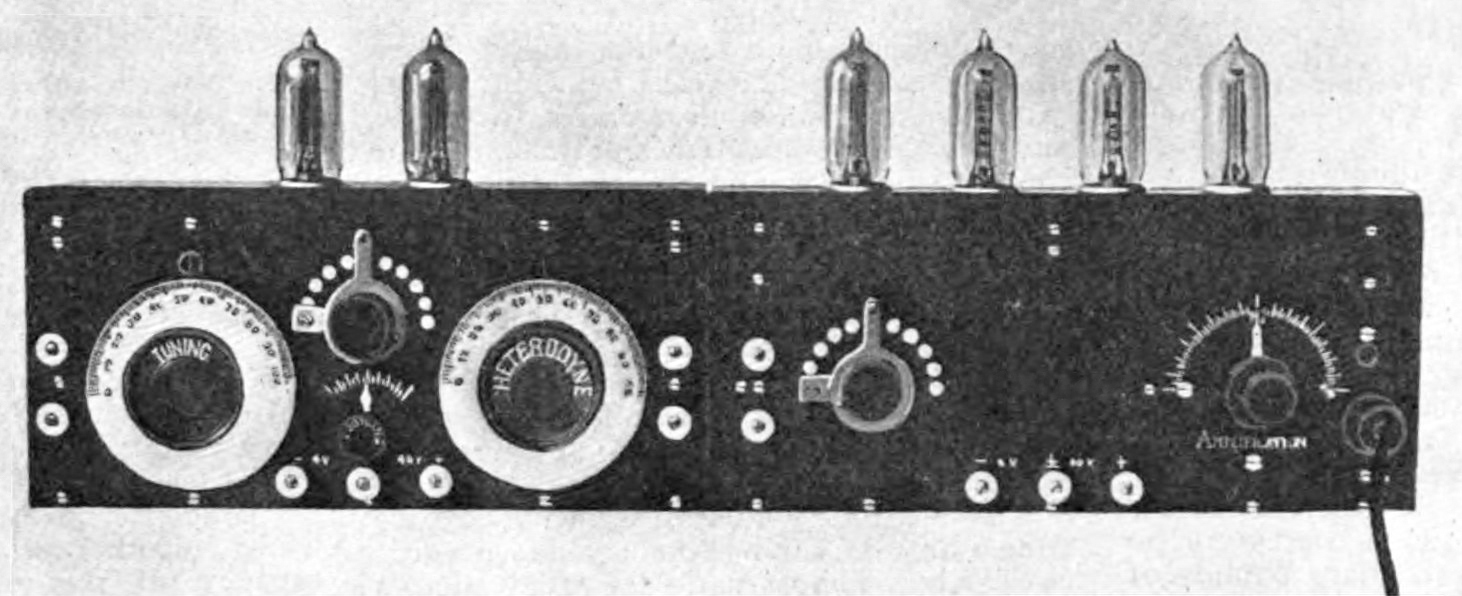
제1차 세계 대전 중 파리의 암스트롱 신호대 연구소에서 제작된 시제품 슈퍼헤테로다인 수신기 중 하나. 두 부분으로 구성되어 있으며, 믹서와 국부 발진기 (왼쪽) 및 3개의 IF 증폭 스테이지와 검파 스테이지 (오른쪽)가 있다. 중간 주파수는 75kHz였다.

많은 연구자들이 슈퍼헤테로다인 개념을 발견하여 몇 달 간격으로 특허를 출원했지만, 미국 엔지니어 에드윈 암스트롱이 이 개념을 개발한 것으로 알려져 있다. 그는 더 나은 RDF 수신기를 만드는 방법을 고려하던 중 이 개념을 접했다. 그는 더 높은 "단파" 주파수로 이동하면 RDF가 더 유용해질 것이라고 결론 내렸고, 이러한 신호를 위한 선형 증폭기를 구축할 실용적인 방법을 찾고 있었다. 당시 단파는 약 500kHz 이상으로, 기존 증폭기의 능력을 벗어나는 주파수였다.
재생 수신기가 발진에 들어가면 다른 근처 수신기도 다른 방송국을 수신하기 시작한다는 사실이 관찰되었다. 암스트롱(및 다른 사람들)은 결국 이것이 방송국의 반송 주파수와 재생 수신기의 발진 주파수 사이의 "초음파 헤테로다인"에 의해 발생한다는 것을 추론했다. 첫 번째 수신기가 높은 출력으로 발진하기 시작하면 신호가 안테나를 통해 다시 흘러나와 근처 수신기로 수신된다. 그 수신기에서 두 신호는 원래 헤테로다인 개념에서와 마찬가지로 혼합되어 두 신호 주파수 차이의 출력을 생성한다.
예를 들어, 300kHz의 방송국에 맞춰진 단일 수신기를 생각해보자. 두 번째 수신기가 근처에 설치되어 높은 게인으로 400kHz로 설정되면 첫 번째 수신기에서 수신될 400kHz 신호를 방출하기 시작한다. 그 수신기에서 두 신호는 혼합되어 원래 300kHz 신호, 수신된 400kHz 신호, 그리고 두 개의 추가 신호(차이 주파수인 100kHz와 합 주파수인 700kHz) 등 4개의 출력을 생성한다. 이것은 페센든이 제안한 것과 같은 효과이지만, 그의 시스템에서는 맥놀이 주파수가 가청 주파수가 되도록 두 주파수를 의도적으로 선택했다. 이 경우 모든 주파수는 가청 범위 훨씬 너머에 있으므로 "초음파"이며, 따라서 슈퍼헤테로다인이라는 이름이 붙었다.
암스트롱은 이 효과가 "단파" 증폭 문제에 대한 잠재적인 해결책이라는 것을 깨달았다. 왜냐하면 "차이" 출력은 원래 변조를 여전히 유지하지만 더 낮은 반송 주파수에서였다. 위의 예에서 100kHz 맥놀이 신호를 증폭하고 거기서 원래 정보를 검색할 수 있다. 수신기는 더 높은 300kHz 원래 반송파를 수신할 필요가 없다. 적절한 주파수 세트를 선택함으로써 매우 고주파 신호조차도 기존 시스템으로 증폭할 수 있는 주파수로 "낮출" 수 있었다.
예를 들어, 당시 효율적인 증폭 범위를 훨씬 벗어난 1500kHz의 신호를 수신하기 위해 예를 들어 1560kHz에서 발진기를 설정할 수 있다. 암스트롱은 이것을 "국부 발진기" 또는 LO라고 불렀다. 신호가 동일 장치의 두 번째 수신기로 공급되었기 때문에 강력할 필요는 없었으며, 수신된 방송국의 신호와 비슷한 강도의 신호를 생성하는 것으로 충분했지만 실제로는 LO가 상대적으로 강한 신호인 경향이 있다. LO의 신호가 방송국의 신호와 혼합될 때 출력 중 하나는 헤테로다인 차이 주파수가 되는데, 이 경우 60kHz이다. 그는 이 결과 차이를 "중간 주파수", 종종 "IF"로 줄여서 불렀다.

1919년 12월, E. H. 암스트롱 소령은 슈퍼헤테로다인이라고 불리는 단파 증폭을 얻기 위한 간접적인 방법을 공개했다. 이 아이디어는 예를 들어 1,500,000 사이클(200미터)일 수 있는 수신 주파수를 효율적으로 증폭할 수 있는 일부 적절한 초음파 주파수로 낮춘 다음, 이 전류를 중간 주파수 증폭기를 통과시키고 마지막으로 정류하여 1~2단계의 오디오 주파수 증폭으로 전달하는 것이다.

슈퍼헤테로다인의 "비결"은 LO 주파수를 변경하여 다른 방송국을 튜닝할 수 있다는 것이다. 예를 들어, 1300kHz의 신호를 수신하려면 LO를 1360kHz로 튜닝하면 동일한 60kHz IF가 된다. 이는 증폭기 섹션을 단일 주파수, 즉 설계 IF에서 작동하도록 튜닝할 수 있어 훨씬 효율적으로 수행할 수 있다는 것을 의미한다.

### 개발

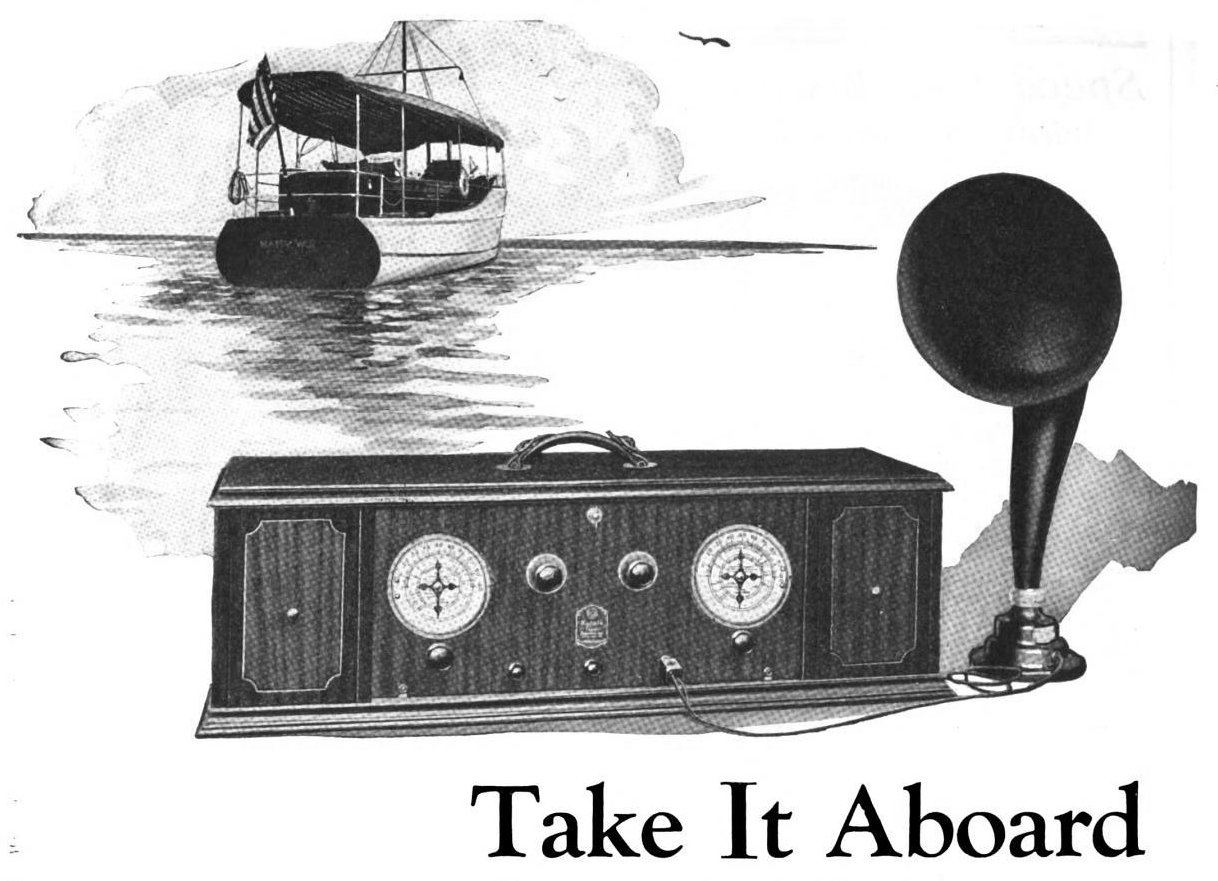
에 해당하는 286달러의 가격으로 1924년 3월 4일에 출시된 최초의 상업용 슈퍼헤테로다인 수신기인 RCA 라디오라 AR-812. 이 수신기는 6개의 3극관을 사용했다: 믹서, 국부 발진기, 2개의 IF 및 2개의 오디오 증폭기 스테이지, IF는 45kHz였다. 경쟁 수신기보다 더 나은 성능을 제공하여 상업적으로 성공했다.

암스트롱은 자신의 아이디어를 실현했으며, 이 기술은 곧 군에 채택되었다. 1920년대에 상업용 라디오 방송이 시작되었을 때에는 덜 인기가 있었는데, 이는 추가 튜브(발진기용)의 필요성, 수신기의 일반적으로 더 높은 비용, 작동에 필요한 기술 수준 때문이었다. 초기 가정용 라디오의 경우, 동조 무선 주파수 수신기(TRF)가 더 저렴하고 비전문적인 사용자가 사용하기 쉬우며 작동 비용이 적게 들었기 때문에 더 인기가 있었다. 암스트롱은 결국 자신의 슈퍼헤테로다인 특허를 웨스팅하우스에 매각했고, 웨스팅하우스는 이를 미국 라디오 공사(RCA)에 다시 매각했으며, RCA는 1930년까지 슈퍼헤테로다인 수신기 시장을 독점했다.
슈퍼헤트의 원래 동기는 고주파수에서 3극관 증폭기를 사용하는 것의 어려움이었기 때문에, 더 낮은 중간 주파수를 사용하는 데 이점이 있었다. 이 시대에는 많은 수신기가 30kHz 정도의 낮은 IF 주파수를 사용했다. 철심 변압기의 자가 공진에 기반한 IF 변압기를 종종 사용한 이러한 낮은 IF 주파수는 영상 주파수 제거 성능이 좋지 않았지만, 무선 주파수에서 3극관을 사용하는 어려움을 덜 견고한 뉴트로다인 TRF 수신기와 경쟁할 수 있는 방식으로 극복했다. 더 높은 IF 주파수(455kHz가 일반적인 표준이었다)는 나중에 4극 진공관과 5극 진공관이 증폭 튜브로 발명된 후에 사용되었는데, 이는 이미지 제거 문제를 상당 부분 해결했다. 그러나 나중에도 낮은 IF 주파수(일반적으로 60kHz)는 이중 또는 삼중 변환 통신 수신기의 두 번째(또는 세 번째) IF 스테이지에서 다시 사용되었는데, 이는 더 낮은 IF 주파수에서 더 쉽게 달성할 수 있는 선택도를 활용하기 위한 것이었으며, 이미지 제거는 더 높은 IF 주파수에 있던 이전 IF 스테이지에서 이루어졌다.
1920년대에는 이러한 저주파수에서 상업용 IF 필터가 1920년대 오디오 인터스테이지 커플링 변압기와 매우 유사했으며, 비슷한 구조를 가지고 거의 동일한 방식으로 배선되었기 때문에 "IF 변압기"라고 불렸다. 1930년대 중반까지 훨씬 더 높은 중간 주파수(일반적으로 440-470kHz)를 사용하는 슈퍼헤테로다인은 다른 RF 응용 분야와 더 유사한 동조 변압기를 사용했다. 그러나 "IF 변압기"라는 이름은 그대로 유지되었으며, 이제는 "중간 주파수"를 의미하게 되었다. 현대 수신기는 일반적으로 세라믹 공진기 또는 표면 탄성파 공진기와 전통적인 동조 인덕터 IF 변압기를 혼합하여 사용한다.
1930년대까지 진공관 기술의 발전으로 TRF 수신기의 비용 이점은 빠르게 사라졌고, 방송국 수의 폭발적인 증가는 더 저렴하고 성능이 뛰어난 수신기에 대한 수요를 창출했다.
진공관에 스크린 그리드 4극관 이전에 제2제어 그리드를 추가한 이중 그리드 진공관을 포함하여, 국부 발진기 및 믹서의 기능을 단일 튜브에 결합한 것은 소위 자동 다이노 믹서에서 처음 사용되었다. 이어서 특히 오극관 변환기와 같이 슈퍼헤테로다인 작동을 위해 특별히 설계된 튜브의 도입이 빠르게 뒤따랐다. 튜브 수를 줄임으로써(각 튜브 스테이지가 이 시대의 비용에 영향을 미치는 주요 요인이었으므로), 이는 TRF 및 재생 수신기 설계의 이점을 더욱 줄였다.
1930년대 중반까지 TRF 수신기의 상업적 생산은 슈퍼헤테로다인 수신기로 대부분 대체되었다. 1940년대까지 진공관 슈퍼헤테로다인 AM 방송 수신기는 5개의 진공관을 사용했기 때문에 "올 아메리칸 파이브"라고 불리는 저렴한 제조 설계로 개선되었다: 일반적으로 변환기(믹서/국부 발진기), IF 증폭기, 검파기/오디오 증폭기, 오디오 전력 증폭기, 그리고 정류기. 그 이후로 슈퍼헤테로다인 설계는 거의 모든 상업용 라디오 및 TV 수신기에 사용되었다.

### 특허 전쟁
프랑스 엔지니어 뤼시앵 레비는 1917년 8월에 브르베 n° 493660으로 슈퍼헤테로다인 원리에 대한 특허 출원을 했다. 암스트롱도 1917년에 특허를 출원했다. 레비는 암스트롱보다 약 7개월 전에 원래 공개를 했다. 독일 발명가 발터 쇼트키(Walter H. Schottky)도 1918년에 특허를 출원했다.
처음에는 미국이 암스트롱을 발명가로 인정하여 1920년 6월 8일에 미국 특허 1,342,885가 발급되었다. 여러 번의 변경과 법원 심리 끝에 레비는 암스트롱 출원의 9개 청구항 중 7개를 포함하는 미국 특허 번호 1,734,938을 받았다. 나머지 2개 청구항은 GE의 알렉산데르손과 AT&T의 켄달에게 부여되었다.

## 동작 원리

일반적인 단일 변환 슈퍼헤테로다인 수신기의 블록 다이어그램. 이 다이어그램은 슈퍼헤테로다인 수신기에 공통적인 블록을 포함하고 있으며, RF 증폭기만 선택 사항이다. 빨간색 부분은 수신되는 무선 주파수(RF) 신호를 처리하는 부분이고, 녹색 부분은 중간 주파수(IF)에서 작동하는 부분이며, 파란색 부분은 변조(오디오) 주파수에서 작동하는 부분이다. 점선은 국부 발진기와 RF 필터가 함께 동조되어야 함을 나타낸다.

슈퍼헤테로다인 라디오의 작동 방식. 가로 축은 주파수 f이다. 파란색 그래프는 회로의 다양한 지점에서 라디오 신호의 전압 스펙트럼을 보여준다. 빨간색 그래프는 회로에 있는 필터의 전달 함수를 보여주며, 빨간색 밴드의 두께는 이전 그래프의 신호 중 각 주파수에서 필터를 통과하는 신호의 비율을 나타낸다. 안테나에서 오는 수신 라디오 신호(가장 위 그래프)는 원하는 라디오 신호 S1과 다른 주파수에서 다른 신호들로 구성된다. RF 필터(두 번째 그래프)는 영상 주파수 LO - IF와 같은 신호 S2를 제거한다. 이 신호는 그렇지 않으면 IF 필터를 통과하여 간섭을 일으킬 것이다. 나머지 합성 신호는 국부 발진기 신호(LO)와 함께 믹서에 인가된다(세 번째 그래프). 믹서에서 신호 S1은 LO 주파수와 결합하여 이들 주파수 간의 차이, 즉 중간 주파수(IF)에서 혼합 신호를 생성한다(네 번째 그래프). 이 신호는 IF 대역 통과 필터를 통과한 다음(다섯 번째 그래프) 증폭되고 복조된다(복조는 표시되지 않음). 원치 않는 신호는 다른 주파수에서 혼합 신호를 생성하며(네 번째 그래프), 이는 IF 필터에 의해 필터링된다.

안테나는 라디오 신호를 수집한다. 선택 사항인 RF 증폭기가 있는 동조 RF 스테이지는 일부 초기 선택도를 제공한다. 영상 주파수를 억제하는 데 필요하며, 강력한 대역 외 신호가 초기 증폭기를 포화시키는 것을 방지하는 데도 사용될 수 있다. 국부 발진기는 혼합 주파수를 제공한다. 일반적으로 가변 주파수 발진기이며, 수신기를 다른 방송국에 튜닝하는 데 사용된다. 주파수 믹서는 슈퍼헤테로다인에 이름을 부여하는 실제 헤테로다이닝을 수행한다. 이 믹서는 수신되는 무선 주파수 신호를 더 높거나 낮은 고정된 중간 주파수 (IF)로 변경한다. IF 대역 통과 필터와 증폭기는 라디오에 대부분의 이득과 협대역 필터링을 제공한다. 복조기는 IF 무선 주파수에서 오디오 또는 다른 변조를 추출한다. 추출된 신호는 오디오 증폭기에 의해 증폭된다.

### 국부 발진기와 믹서
무선 신호를 수신하기 위해서는 적절한 안테나가 필요하다. 안테나의 출력은 매우 작을 수 있으며, 종종 몇 마이크로볼트에 불과하다. 안테나의 신호는 동조되고 소위 무선 주파수(RF) 증폭기에서 증폭될 수 있지만, 이 단계는 종종 생략된다. 이 단계의 하나 이상의 동조 회로는 의도된 수신 주파수에서 멀리 떨어진 주파수를 차단한다. 특정 방송국에 수신기를 튜닝하려면 국부 발진기의 주파수가 튜닝 노브에 의해 제어된다. 국부 발진기와 RF 스테이지의 튜닝은 가변 커패시터 또는 배리캡을 사용할 수 있다. RF 스테이지의 하나 이상의 동조 회로의 튜닝은 국부 발진기의 튜닝을 따라야 한다.
신호는 회로에 공급되어 국부 발진기(LO)라고 하는 가변 주파수 발진기의 사인파와 혼합된다. 믹서는 비선형 구성 요소를 사용하여 합과 차이 맥놀이 신호를 생성하며, 각 신호는 원하는 신호에 있는 변조를 포함한다. 믹서의 출력은 원래 RF 신호(fRF), 국부 발진기 신호(fLO), 그리고 두 개의 새로운 헤테로다인 주파수 fRF + fLO 및 fRF − fLO를 포함할 수 있다. 믹서는 부주의하게 3차 이상의 상호 변조 산물과 같은 추가 주파수를 생성할 수 있다. 이상적으로는 IF 대역 통과 필터는 fIF에서 원하는 IF 신호를 제외한 모든 것을 제거한다. IF 신호는 수신된 라디오 신호가 fRF에서 가지고 있던 원래 변조(전송된 정보)를 포함한다.
국부 발진기 주파수 fLO는 원하는 수신 무선 주파수 fRF가 fIF로 혼합되도록 설정된다. 양의 주파수와 음의 주파수 사이의 대응 때문에 국부 발진기 주파수에는 두 가지 선택이 있다. 국부 발진기 주파수가 원하는 수신 주파수보다 작으면 저측 주입(fIF = fRF − fLO)이라고 한다. 국부 발진기가 높으면 고측 주입(fIF = fLO − fRF)이라고 한다.
믹서는 fRF에서 원하는 입력 신호뿐만 아니라 입력에 존재하는 모든 신호를 처리한다. 많은 믹서 산물(헤테로다인)이 있을 것이다. 믹서에 의해 생성된 대부분의 다른 신호(예: 근처 주파수의 방송국으로 인한 신호)는 IF 동조 증폭기에서 필터링될 수 있다. 이것이 슈퍼헤테로다인 수신기에 우수한 성능을 제공한다. 그러나 fLO가 fRF + fIF로 설정되면 fLO + fIF에서 들어오는 무선 신호도 fIF에서 헤테로다인을 생성한다. 주파수 fLO + fIF를 영상 주파수라고 하며 RF 스테이지의 동조 회로에 의해 제거되어야 한다. 영상 주파수는 원하는 주파수 fRF보다 2fIF 높거나 낮다. 따라서 더 높은 IF 주파수 fIF를 사용하면 RF 스테이지에서 추가적인 선택도 없이 수신기의 영상 제거 성능이 향상된다.
원치 않는 이미지를 억제하기 위해 RF 스테이지와 LO의 튜닝이 서로 "추적"해야 할 수 있다. 일부 경우, 협대역 수신기는 고정된 동조 RF 증폭기를 가질 수 있다. 이 경우, 국부 발진기 주파수만 변경된다. 대부분의 경우, 수신기의 입력 대역은 IF 중심 주파수보다 넓다. 예를 들어, 일반적인 AM 방송 대역 수신기는 510kHz에서 1655kHz(약 1160kHz 입력 대역)까지 455kHz IF 주파수로 커버된다. FM 방송 대역 수신기는 10.7MHz IF 주파수로 88MHz에서 108MHz 대역을 커버한다. 이러한 상황에서 RF 증폭기는 IF 증폭기가 두 개의 방송국을 동시에 보지 않도록 튜닝되어야 한다. AM 방송 대역 수신기 LO가 1200kHz로 설정되면 745kHz(1200−455kHz) 및 1655kHz에서 방송국을 볼 수 있다. 결과적으로 RF 스테이지는 IF 주파수 거리의 두 배 되는 모든 방송국이 상당한 감쇠를 받도록 설계되어야 한다. 추적은 다중 섹션 가변 커패시터 또는 공통 제어 전압으로 구동되는 일부 배리캡으로 수행할 수 있다. RF 증폭기는 입력과 출력 모두에 동조 회로를 가질 수 있으므로 세 개 이상의 동조 회로를 추적할 수 있다. 실제로 RF 및 LO 주파수는 밀접하게 추적해야 하지만 완벽하게 추적할 필요는 없다.
진공관 전자공학 시대에는 슈퍼헤테로다인 수신기가 국부 발진기와 믹서의 기능을 단일 튜브에 결합하여 전력, 크기, 특히 비용을 절감하는 것이 일반적이었다. 단일 오극관 변환기 튜브는 발진하고 신호 증폭뿐만 아니라 주파수 혼합 기능도 제공했다.
믹서 튜브 또는 트랜지스터는 때때로 제1 검파기라고 불리며, IF 신호에서 변조를 추출하는 복조기는 제2 검파기라고 불린다. 이중 변환 슈퍼헤트에는 두 개의 믹서가 있으므로 복조기는 제3 검파기라고 불린다.

### IF 증폭기
중간 주파수 증폭기("IF 증폭기" 또는 "IF 스트립")의 단계는 수신 주파수가 변경될 때 변경되지 않는 고정 주파수에 동조된다. 고정 주파수는 IF 증폭기 최적화를 단순화한다. IF 증폭기는 중심 주파수 fIF 주변에서 선택적이다. 고정된 중심 주파수는 IF 증폭기 단계를 최상의 성능을 위해 신중하게 동조할 수 있도록 한다(이 동조를 IF 증폭기 "정렬"이라고 한다). 중심 주파수가 수신 주파수에 따라 변경되면 IF 단계는 동조를 따라야 한다. 이것은 슈퍼헤테로다인의 경우에는 해당되지 않는다.
일반적으로 IF 중심 주파수 fIF는 원하는 수신 주파수 범위 fRF보다 낮게 선택된다. 이는 동조 회로를 사용하여 더 낮은 주파수에서 높은 선택도를 얻는 것이 더 쉽고 저렴하기 때문이다. 특정 Q를 가진 동조 회로의 대역폭은 주파수 자체에 비례하며(더 낮은 주파수에서 더 높은 Q를 달성할 수 있다), 따라서 동일한 선택도를 달성하는 데 필요한 IF 필터 단계가 더 적다. 또한 더 낮은 주파수에서 높은 이득을 얻는 것이 더 쉽고 저렴하다.
그러나 넓은 주파수 범위(예: 스캐너 및 스펙트럼 분석기)에서 수신하도록 설계된 많은 현대 수신기에서는 이중 변환 구성에서 수신 주파수보다 높은 첫 번째 IF 주파수가 사용된다. 예를 들어, Rohde & Schwarz EK-070 VLF/HF 수신기는 10kHz에서 30MHz까지 커버한다. 이 수신기는 대역 전환 RF 필터를 가지고 있으며 입력을 81.4MHz의 첫 번째 IF와 1.4MHz의 두 번째 IF 주파수로 혼합한다. 첫 번째 LO 주파수는 81.4에서 111.4MHz이며, 발진기로서는 합리적인 범위이다. 그러나 수신기의 원래 RF 범위가 1.4MHz 중간 주파수로 직접 변환된다면 LO 주파수는 1.4-31.4MHz를 커버해야 하는데, 이는 동조 회로를 사용하여 달성할 수 없다(고정 인덕터가 있는 가변 커패시터는 500:1의 정전 용량 범위를 필요로 할 것이다). 이미지 제거는 이렇게 높은 IF 주파수에서는 문제가 되지 않는다. 첫 번째 IF 단계는 12kHz 대역폭의 수정 필터를 사용한다. 81.4MHz 첫 번째 IF를 80MHz와 혼합하여 1.4MHz 두 번째 IF를 생성하는 두 번째 주파수 변환(삼중 변환 수신기 만들기)이 있다. 두 번째 IF에 대한 이미지 제거는 첫 번째 IF의 대역폭이 2.8MHz보다 훨씬 작으므로 문제가 되지 않는다.
수신기에 대한 간섭을 피하기 위해 라이선스 기관은 일반적인 IF 주파수를 송신국에 할당하는 것을 피할 것이다. 일반적으로 사용되는 표준 중간 주파수는 중파 AM 라디오의 경우 455kHz, 방송 FM 수신기의 경우 10.7MHz, 텔레비전의 경우 38.9MHz(유럽) 또는 45MHz(미국), 위성 및 지상 마이크로파 장비의 경우 70MHz이다. 이러한 구성 요소와 관련된 공구 비용을 피하기 위해 대부분의 제조업체는 고정된 범위의 주파수를 중심으로 수신기를 설계하는 경향이 있었고, 이는 중간 주파수의 전 세계적인 사실상의 표준화로 이어졌다.
초기 슈퍼헤트에서 IF 단계는 종종 더 적은 구성 요소로 감도와 선택도를 제공하는 재생 단계였다. 이러한 슈퍼헤트를 슈퍼 게이너 또는 리제너로다인이라고 불렀다. 이것은 특히 선택도를 높이기 위해 기존 수신기를 약간 수정한 Q 멀티플라이어라고도 한다.

### IF 대역 통과 필터
IF 단계에는 원하는 선택도를 달성하기 위한 필터 및 여러 개의 동조 회로가 포함된다. 이 필터링은 인접 방송 채널 간의 주파수 간격과 같거나 그보다 작은 대역 통과를 가져야 한다. 이상적으로는 필터는 인접 채널에 대해 높은 감쇠를 가져야 하지만, 수신된 신호의 품질을 유지하기 위해 원하는 신호 스펙트럼 전체에 걸쳐 평탄한 응답을 유지해야 한다. 이는 하나 이상의 이중 동조 IF 변압기, 석영 크리스털 필터 또는 다극 세라믹 크리스털 필터를 사용하여 얻을 수 있다.
텔레비전 수신기의 경우, 1941년 미국에서 처음 승인된 NTSC 시스템에서 사용된 것과 같은 잔류 측파대 수신에 필요한 정밀한 대역 통과 특성을 생성할 수 있는 다른 기술은 없었다. 1980년대까지 다중 구성 요소 커패시터-인덕터 필터는 정밀 전기 기계 표면 탄성파(SAW) 필터로 대체되었다. 정밀 레이저 밀링 기술로 제작된 SAW 필터는 제조 비용이 저렴하고 매우 정밀한 공차로 제작할 수 있으며 작동 시 매우 안정적이다.

### 복조기
이제 수신된 신호는 복조기 단계에서 처리되어 오디오 신호(또는 다른 기저 대역 신호)가 복구되고 추가로 증폭된다. AM 복조는 포락선 검파를 필요로 하며, 이는 정류와 저대역 통과 필터(RC 회로만큼 간단할 수 있음)를 사용하여 중간 주파수의 잔여물을 제거함으로써 달성될 수 있다. FM 신호는 판별기, 비율 검파기, 또는 위상 동기 루프를 사용하여 검출될 수 있다. 연속파 및 단측파대 신호는 소위 맥놀이 발진기를 사용하는 곱셈기형 검파기를 필요로 하며, 다양한 유형의 변조에 사용되는 다른 기술도 있다. 결과 오디오 신호(예)는 증폭되어 스피커를 구동한다.
소위 고측 주입이 사용된 경우, 즉 국부 발진기가 수신된 신호보다 높은 주파수에 있는 경우(일반적인 경우), 원래 신호의 주파수 스펙트럼은 반전된다. 이것은 단측파대와 같은 특정 유형의 변조의 경우 복조기(및 IF 필터링)에서 고려되어야 한다.

## 다중 변환
영상 응답과 같은 장애물을 극복하기 위해 일부 수신기는 여러 번의 연속적인 주파수 변환 단계와 서로 다른 값을 갖는 여러 개의 IF를 사용한다. 두 번의 주파수 변환과 IF를 갖는 수신기는 이중 변환 슈퍼헤테로다인이라고 불리며, 세 개의 IF를 갖는 수신기는 삼중 변환 슈퍼헤테로다인이라고 불린다.

이중 변환 슈퍼헤테로다인 수신기 블록 다이어그램

이러한 작업을 하는 주요 이유는 단일 IF로는 낮은 영상 응답과 선택성 사이에 트레이드오프가 있기 때문이다. 수신된 주파수와 영상 주파수 사이의 분리는 IF 주파수의 두 배와 같으므로 IF가 높을수록 입력에서 이미지 주파수를 제거하고 낮은 영상 응답을 달성하기 위한 RF 필터를 설계하기가 더 쉽다. 그러나 IF가 높을수록 IF 필터에서 높은 선택도를 달성하기가 더 어렵다. 단파 주파수 이상에서는 낮은 이미지 응답에 필요한 높은 IF로 튜닝에서 충분한 선택성을 얻는 어려움이 성능에 영향을 미친다. 이 문제를 해결하기 위해 두 개의 IF 주파수를 사용할 수 있다. 첫 번째 변환에서는 입력 주파수를 높은 IF로 변환하여 낮은 이미지 응답을 달성하고, 두 번째 변환에서는 이 주파수를 낮은 IF로 변환하여 두 번째 IF 필터에서 우수한 선택성을 달성한다. 튜닝을 개선하기 위해 세 번째 IF를 사용할 수 있다.
예를 들어, 500kHz에서 30MHz까지 튜닝할 수 있는 수신기의 경우 세 개의 주파수 변환기가 사용될 수 있다. 455kHz IF로는 방송 대역(1600kHz 미만) 신호에서 적절한 프론트 엔드 선택성을 얻기 쉽다. 예를 들어, 수신 중인 방송국이 600kHz인 경우 국부 발진기를 580 + 455 = 1035kHz로 설정할 수 있으며, 이는 (-600+1055=) 455kHz의 이미지를 제공한다. 그러나 1510kHz의 신호도 (1510-1055=) 455kHz에서 이미지를 생성할 수 있으며 따라서 이미지 간섭을 유발할 수 있다. 그러나 600kHz와 1510kHz는 너무 멀리 떨어져 있기 때문에 프론트 엔드 튜닝이 1510kHz 주파수를 잘 거부하도록 설계하기가 쉽다.
그러나 30MHz에서는 상황이 다르다. 발진기는 455kHz IF를 생성하기 위해 30.455MHz로 설정되지만, 30.910MHz의 방송국도 455kHz의 비트를 생성하므로 두 방송국이 동시에 들릴 것이다. 그러나 30MHz와 30.91MHz를 적절하게 구별할 수 있는 RF 동조 회로를 설계하는 것은 사실상 불가능하므로, 한 가지 접근 방식은 단파 대역 전체 섹션을 더 낮은 주파수로 "벌크 하향 변환"하여 적절한 프론트 엔드 튜닝을 쉽게 할 수 있도록 하는 것이다.
예를 들어, 29MHz에서 30MHz, 28MHz에서 29MHz 등의 범위는 2MHz에서 3MHz로 변환될 수 있으며, 그곳에서 더 편리하게 튜닝할 수 있다. 이는 종종 각 "블록"을 먼저 더 높은 주파수(일반적으로 40MHz)로 변환한 다음 두 번째 믹서를 사용하여 2MHz에서 3MHz 범위로 하향 변환함으로써 수행된다. 2MHz에서 3MHz "IF"는 기본적으로 또 다른 자체 포함 슈퍼헤테로다인 수신기이며, 가장 가능성 높게 455kHz의 표준 IF를 사용한다.

## 현대 디자인
마이크로프로세서 기술은 초기 IF 필터 이후의 IF 처리가 소프트웨어로 구현되는 소프트웨어 정의 라디오 아키텍처로 슈퍼헤테로다인 수신기 설계를 대체할 수 있게 한다. 이 기술은 모바일 폰에 통합된 매우 저렴한 FM 라디오와 같은 특정 설계에서 이미 사용되고 있는데, 이는 시스템이 이미 필요한 마이크로프로세서를 가지고 있기 때문이다.

슈퍼헤테로다인에서의 이미지 응답 문제를 보여주는 그래프. 가로 축은 주파수, 세로 축은 전압이다. 적절한 RF 필터가 없으면 이미지 주파수 의 신호 S2 (녹색)도 원하는 라디오 신호 S1 (파란색)과 함께 IF 주파수 로 혼합되므로 둘 다 IF 필터 (빨간색)를 통과한다. 따라서 S2는 S1과 간섭한다.

무선 송신기도 믹서 스테이지를 사용하여 출력 주파수를 생성할 수 있으며, 슈퍼헤테로다인 수신기의 역으로 작동한다.

## 장점과 단점
슈퍼헤테로다인 수신기는 본질적으로 이전의 모든 수신기 설계를 대체했다. 현대 반도체 전자공학의 발전은 더 적은 진공관을 사용했던 설계(재생 수신기 등)의 장점을 무효화했다. 슈퍼헤테로다인 수신기는 우수한 감도, 주파수 안정성 및 선택성을 제공한다. 동조 무선 주파수 수신기(TRF) 설계와 비교할 때, 슈퍼헤트는 동조 가능 발진기가 동조 가능 증폭기보다 더 쉽게 실현되기 때문에 더 나은 안정성을 제공한다. 낮은 주파수에서 작동하는 IF 필터는 동일한 Q 인자에서 해당 RF 필터보다 더 좁은 통과 대역을 제공할 수 있다. 고정된 IF는 동조할 수 없는 크리스털 필터 또는 유사한 기술을 사용하는 것을 가능하게 한다. 재생 및 초재생 수신기는 높은 감도를 제공했지만, 종종 안정성 문제로 인해 작동하기 어려웠다.
슈퍼헤트 설계의 장점이 압도적이긴 하지만, 실제로 해결해야 할 몇 가지 단점이 있다.

### 영상 주파수 (fIMAGE)
슈퍼헤테로다인 수신기의 주요 단점 중 하나는 영상 주파수 문제이다. 헤테로다인 수신기에서 영상 주파수는 방송국 주파수에 중간 주파수의 두 배를 더하거나 뺀 것과 같은 원치 않는 입력 주파수이다. 영상 주파수는 두 개의 방송국이 동시에 수신되어 간섭을 일으킨다. 영상 주파수에서의 수신은 슈퍼헤테로다인 수신기의 안테나 및 RF 스테이지에서 튜닝(필터링)을 통해 해결할 수 있다.
{\displaystyle f_{\mathrm {IMAGE} }={\begin{cases}f_{\mathrm {RF} }+2f_{\mathrm {IF} },&{\text{if }}f_{\mathrm {LO} }>f_{\mathrm {RF} }{\text{   (고측 주입)}}\\f_{\mathrm {RF} }-2f_{\mathrm {IF} },&{\text{if }}f_{\mathrm {LO} }<f_{\mathrm {RF} }{\text{  (저측 주입)}}\end{cases}}}
예를 들어, 580kHz의 AM 방송국이 455kHz IF를 갖는 수신기에 튜닝된다. 국부 발진기는 580 + 455 = 1035kHz로 튜닝된다. 그러나 580 + 455 + 455 = 1490kHz의 신호도 국부 발진기에서 455kHz 떨어져 있다. 따라서 원하는 신호와 이미지 모두 국부 발진기와 혼합될 때 중간 주파수에서 나타난다. 이 영상 주파수는 AM 방송 대역 내에 있다. 실제 수신기는 변환기 전에 튜닝 단계를 가지고 있어 영상 주파수 신호의 진폭을 크게 줄인다. 또한 같은 지역의 방송국은 그러한 이미지를 피하도록 주파수가 할당된다.
원치 않는 주파수는 원하는 주파수의 이미지라고 불리는데, 이는 {\displaystyle f_{LO}\!}를 중심으로 반사된 원하는 주파수의 "거울 이미지"이기 때문이다. 입력에 필터링이 부적절한 수신기는 두 개의 다른 주파수에서 동시에 신호를 수신한다: 원하는 주파수와 영상 주파수. 영상 주파수에서 발생하는 라디오 수신은 원하는 신호의 수신을 방해할 수 있으며, 영상 주파수 주변의 노이즈(정적)는 수신기의 신호 대 잡음비(SNR)를 최대 3dB까지 감소시킬 수 있다.
초기 자동 다이노 수신기는 일반적으로 약 150kHz의 IF만 사용했다. 결과적으로 대부분의 자동 다이노 수신기는 이미지 간섭을 피하기 위해 이중 동조 코일을 포함하는 더 큰 프론트 엔드 선택성이 필요했다. 나중에 더 높은 주파수에서 잘 증폭할 수 있는 튜브가 개발되면서 더 높은 IF 주파수가 사용되어 이미지 간섭 문제가 줄어들었다. 일반적인 소비자 라디오 수신기는 RF 스테이지에 단 하나의 동조 회로만 가지고 있다.
영상 주파수에 대한 감도는 (1) 믹서 앞에 있는 필터 또는 (2) 이미지를 억제하는 더 복잡한 믹서 회로에 의해서만 최소화될 수 있으며, 이는 거의 사용되지 않는다. 단일 IF 주파수를 사용하는 대부분의 튜닝 가능한 수신기에서 RF 스테이지는 RF 프론트 엔드에 최소한 하나의 동조 회로를 포함하며, 이 회로의 튜닝은 국부 발진기와 함께 수행된다. 첫 번째 변환이 고정 국부 발진기를 사용하는 이중 (또는 삼중) 변환 수신기에서는 이것이 첫 번째 IF 주파수 범위로 매핑되는 주파수 범위를 수용하는 고정 대역 통과 필터일 수 있다.
이미지 제거는 수신기의 중간 주파수를 선택하는 데 중요한 요소이다. 대역 통과 주파수와 영상 주파수가 멀리 떨어져 있을수록 대역 통과 필터는 간섭 이미지 신호를 더 많이 감쇠시킨다. 대역 통과와 영상 주파수 간의 주파수 분리는 {\displaystyle 2f_{\mathrm {IF} }\!}이므로 더 높은 중간 주파수는 이미지 제거 성능을 향상시킨다. 고정 튜닝 RF 스테이지가 모든 이미지 신호를 거부할 수 있을 만큼 충분히 높은 첫 번째 IF를 사용하는 것이 가능할 수 있다.
수신기가 영상 주파수에서 간섭 신호를 거부하는 능력은 영상 제거비로 측정된다. 이는 수신된 주파수의 신호로부터의 수신기 출력과 영상 주파수에서 동일한 강도의 신호에 대한 출력의 비(데시벨)이다.

### 국부 발진기 방사
국부 발진기로부터의 표유 방사를 근처 수신기가 감지할 수 있는 수준 이하로 유지하는 것이 어려울 수 있다. 수신기의 국부 발진기가 안테나에 도달할 수 있다면 저전력 CW 송신기 역할을 할 것이다. 결과적으로 수신기로 의도된 것이 스스로 무선 간섭을 유발할 수 있다.
정보 작전에서 국부 발진기 방사는 비밀 수신기와 그 작동 주파수를 탐지하는 수단을 제공한다. 이 방법은 작전 RAFTER 중 MI5에 의해 사용되었다. 이 동일한 기술은 레이더 탐지기가 불법인 관할 구역에서 교통 경찰이 사용하는 레이더 탐지기 탐지기에서도 사용된다.
국부 발진기 방사는 RF 증폭기 단계가 사용되지 않고 안테나 신호가 믹서(자체적으로 국부 발진기 신호를 수신함)에 직접 연결되는 수신기에서 가장 두드러진다. 따라서 저렴한 수신기 및 RF 증폭 단계 구현이 어려운 매우 고주파수(특히 마이크로파)의 수신기에서 더 큰 문제이다.

### 국부 발진기 측파대 잡음
국부 발진기는 일반적으로 무시할 수 있는 진폭 변조를 갖지만 일부 무작위 위상 변조를 갖는 단일 주파수 신호를 생성하며, 이는 신호의 에너지를 측파대 주파수로 확산시킨다. 이는 수신기의 주파수 응답이 그에 따라 넓어지는 원인이 되며, 이는 낮은 속도의 디지털 신호를 수신하기 위해 매우 좁은 대역폭 수신기를 만들려는 목표를 좌절시킨다. 발진기 위상 잡음을 최소화하도록 주의를 기울여야 하며, 일반적으로 발진기가 절대 비선형 모드로 진입하지 않도록 보장함으로써 이루어진다.

## 같이 보기
- 자동 이득 제어
- 복조기
- 직접 변환 수신기
- H2X 레이더
- 광학 헤테로다인 검출
- 반사 수신기
- RF 프론트 엔드
- 단측파대
- 슈퍼헤테로다인 송신기
- 동조 무선 주파수 수신기
- VFO

## 참고 자료
- Whitaker, Jerry (1996). 《The Electronics Handbook》. CRC Press. 1172쪽. ISBN 0-8493-8345-5.
- US 706740, Fessenden, 레지널드 A., "Wireless Signaling", published September 28, 1901, issued August 12, 1902
- US 1050441, Fessenden, 레지널드 A., "Electric Signaling Apparatus", published July 27, 1905, issued January 14, 1913
- US 1050728, Fessenden, 레지널드 A., "Method of Signaling", published August 21, 1906, issued January 14, 1913
- Witts, Alfred T. (1936). 《The Superheterodyne Receiver》 2판. London, UK: Sir Isaac Pitman & Sons.